# Запольские
Запольские — русские дворянские роды.

## Происхождение и история рода
Предки одного из них, Михайло и Фёдор Борисовичи Запольские выехали из Польши в Россию во второй половине XVI века. Иову Михайловичу Запольскому  за участие в московской осаде 1612 была пожалована вотчина.
При подаче документов 12 августа 1689 года, для внесения рода в Бархатную книгу, была предоставлена родословная роспись Запольские, ввозная грамота (1611) Неждане, вдове Данилы Запольского с сыном Фёдором на поместье мужа село Борки Мещерского уезда, послушная грамота (1612) Иову Михайловичу на деревню Вырково и пустошь Кривцово в Старорязанском стане Рязанского уезда и царская вотчинная жалованная грамота (1620) Марку Иевлеву Запольскому на сельцо Борки в Борисоглебском стане Мещерского уезда.
Род Запольских внесён в VI и II части дворянских родословных книг Рязанской и Нижегородской губерний. Четыре других рода Запольских более позднего происхождения.
Есть также три польских дворянских рода Запольских (пол. Zapolskih), гербов Побог и Кораб, восходящие к XV и XVII векам.
Казимир-Антон Петрович Запольских-Довнар (г/р1818), возведён в первобытное предков его дворянское достоинство Высочайшим указом 22.11.1860 с внесением в 1-ю часть ДРК Минской губернии и жалован дипломом на потомственное дворянское достоинство.

## Описание герба
В голубом поле золотая подкова шипами вниз, на ней золотой равноконечный крест с широкими концами. На щите коронованный шлем. Нашлемник встающая борзая натурального цвета с голубым ошейником вправо. Намёт голубой подложенный золотом.

## Известные представители
- Запольский Лаврентий Терентьевич — московский дворянин (1668).
- Запольский Ларион Терентьевич — московский дворянин (1677-1692).
- Запольский Максим Иванович — московский дворянин (1677).
- Запольский Григорий Максимович — стряпчий (1679), стольник (1692).
- Запольский Павел Терентьевич — московский дворянин (1692)[4].
- Запольский, Николай Васильевич (ум. 1883) — русский медик, автор множества научных трудов; надворный советник.